# ファム・ロン・ザン
ファム・ロン・ザン（Phạm Long Giang / 范龍江、1982年 - ）は、ベトナムのハノイ出身のフェンシング選手、フェンシングコーチ。
2002年頃からフェンシングを始め、国内外の多くの大会で優秀な成績を修め、2006年からフランスのパリへとフェンシング留学をした。帰国後はハノイ市スポーツ局のフェンシングコーチに就任した。
2007年7月29日、付き合っていた彼女から新しい彼氏ができたために別れを持ちだされたところ、彼女の腹部を刃物で刺し、その場を立ち去った。しかし彼女が病院へと向かう途中に死亡したとわかると警察へと自主した。